# László I. Kish

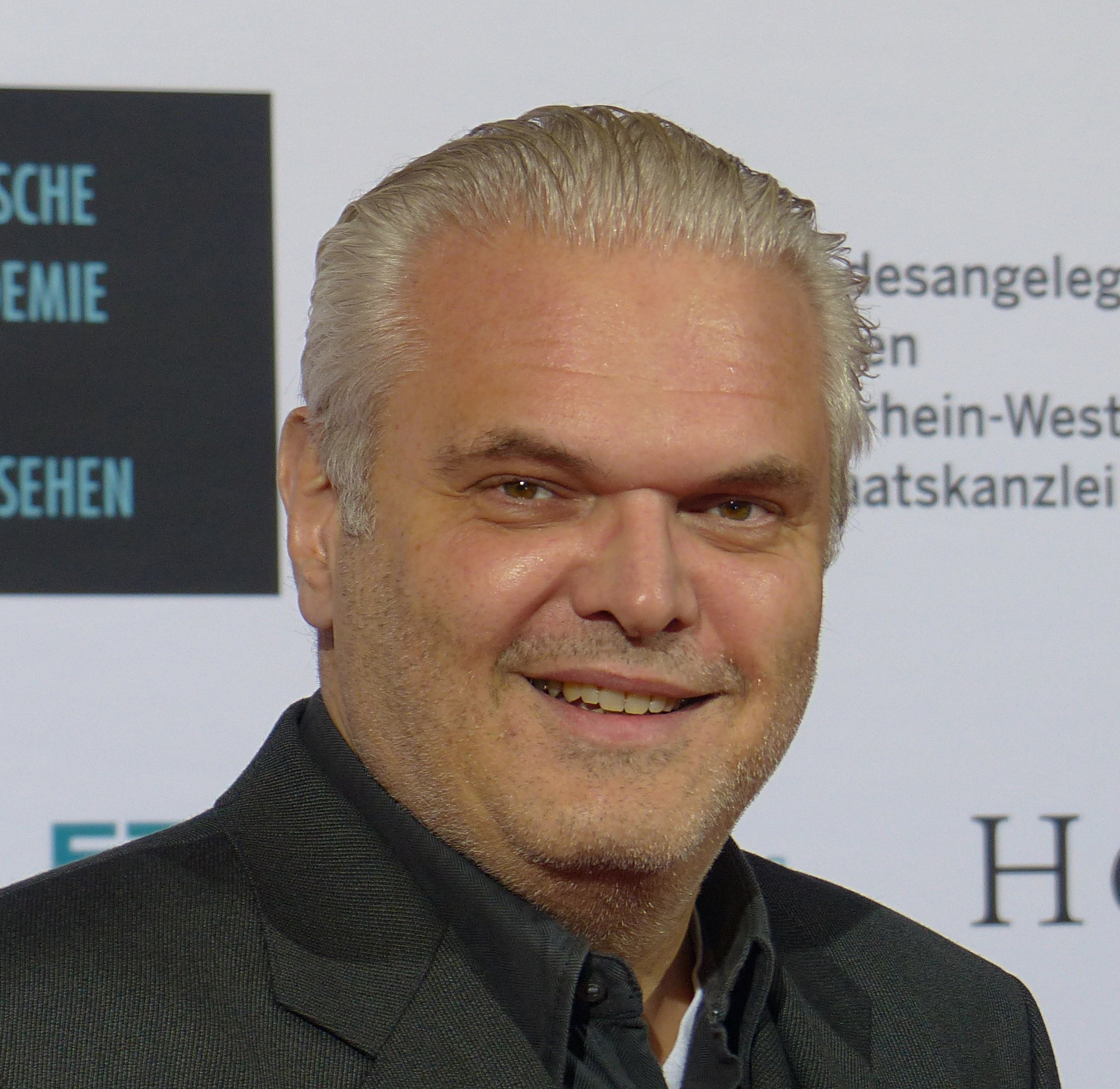
László Kish bei der Verleihung zur Auszeichnung 2015, durch die Deutsche Akademie für Fernsehen

László Imre Kish (* 24. März 1957 in Basel) ist ein Schweizer Schauspieler, Regisseur und Kommunikationstrainer.

## Leben
László I. Kish, Schweizer ungarischer Abstammung, besuchte ab 1968 das Realgymnasium Basel, das er 1977 mit der Matura abschloss. In den folgenden zwei Jahren studierte er Deutsch, Englisch und Kunstgeschichte an der Universität Basel. Während dieser Zeit machte er erste Bühnenerfahrung bei der englischsprachigen Truppe «Gay Beggars». Ab 1979 besuchte Kish die Schauspielakademie Zürich, die er 1981 mit einem Diplom abschloss. Parallel dazu nahm er Gesangsunterricht bei Brigitte Spoerndli und Schauspielkurse bei John Costopoulos und Walther Lott. Von 1982 bis 1984 war er am Schauspielhaus Zürich und von 1983 bis 1986 am Schauspiel Köln engagiert.
Seit 1986 arbeitet Kish als freier Schauspieler und freier Autor. Mit dem Kurzfilm Gänsehaut trat er 1993 erstmals als Regisseur in Erscheinung. Diese Regiearbeit bescherte ihm 1994 eine Auszeichnung mit dem Nachwuchsleopard auf dem Internationalen Filmfestival von Locarno. 1993 gründete Kish die Produktionsfirma «Hearts & Brain Unlimited». Als Schauspieler ist er vielfach in Fernsehproduktionen und Fernsehserien wie beispielsweise Tatort und Samt und Seide zu sehen.
2006 Kish wurde in die Deutsche Filmakademie aufgenommen. Kish spricht neben seinen Muttersprachen Deutsch und Schweizerdeutsch ausserdem Englisch, Französisch, Italienisch und Ungarisch.
Seit 2009 arbeitet Kish zusätzlich als Coach und Kommunikationstrainer für Auftritts- und Medienkompetenz.

## Privates
Seit 1990 ist Kish mit der deutschen Autorin und Schauspielerin Ulrike Bliefert verheiratet. Die beiden haben eine 1981 geborene Tochter, die Schauspielerin und Filmwissenschaftlerin Anna Luise Kiss. Seine Wohnsitze hatte Kish seit 2002 in Basel und Berlin. Mittlerweile wohnt er an der mecklenburgischen Seenplatte in einem 80-Seelen-Dorf und ist dort Bürgermeister sowie Präsident vom Fussballverein in Personalunion.

## Filmografie (Auswahl)

### Filme
- 1984: Der Rekord
- 1983: Schneller als das Auge
- 1985: Tatort: Der Mord danach
- 1990: Dreissig Jahre
- 1990: The Man Inside – Tödliche Nachrichten
- 1992: Salz auf unserer Haut
- 1993: Vater, lieber Vater
- 1993–2002: Tatort als Detektivwachtmeister Philipp von Burg
  - 1993: Gehirnwäsche
  - 1994: Herrenboxer
  - 1995: Rückfällig
  - 1996: Die Abrechnung
  - 1998: Russisches Roulette
  - 1998: Am Ende der Welt
  - 1999: Alp-Traum
  - 2000: Chaos
  - 2002: Time-Out
- 1994: Von Zeit zu Zeit
- 1996: Polizeiruf 110: Kleine Dealer, große Träume
- 1997: Marthas Garten
- 1999: Ein Lied von Liebe und Tod – Gloomy Sunday
- 1999: Die siebente Papyrusrolle
- 2000: Dune, der Wüstenplanet
- 2001: Im Netz der Lüge
- 2003: Held der Gladiatoren
- 2006: Grounding – Die letzten Tage der Swissair
- 2010: Wiedersehen mit einem Fremden
- 2011: Friedrich – Ein deutscher König
- 2014:The Ambassador to Bern
- 2015: Die Eisläuferin
- 2020: Die Getriebenen
- 2021: Immer der Nase nach
- 2023: Briefe aus dem Jenseits

### Fernsehserien
- 1988–1990: Eurocops
- 1993: Die zweite Heimat – Chronik einer Jugend
- 1996: Auf Achse – Schwarze Ladung
- 1997: Freunde wie wir
- 1998: Fascht e Familie – Rent-a-Fan
- 1998: Der Clown – Harlekin
- 1998: Zwei Brüder
- 1999: Die Cleveren
- 1999: Alarm für Cobra 11 – Treibstoff
- 2000: Der Kapitän
- 2000: Dune – Der Wüstenplanet
- 2001: Die Sitte – Kaltes Blut
- 2001: Küstenwache
- 2002: Alarm für Cobra 11 – Falsches Spiel
- 2002–2005: Samt und Seide
- 2004: Der letzte Zeuge
- 2006: Die Rosenheim-Cops – Wellness bis zum Ende
- 2012: Danni Lowinski
- 2012: Notruf Hafenkante – Figaros Rache
- 2017, 2022: Wilder

## Regiearbeiten
- 1993: Gänsehaut
- 1996: Halbe Herzen
- 1999: Local Heroes (Dokumentarfilm)
- 2006: Ein Heim für Mamadou (Dokumentarfilm)
- 2007: Zuerst stirbt der Name (Dokumentarfilm)
- 2009: Le Pays où on fabrique l'argent (Dokumentarfilm)

## Hörspiele (Auswahl)
- 1985: Nikolai von Michalewsky: Bei Bildausfall Mord (Mann am Telefon) – Regie: Andreas Weber-Schäfer (Original-Hörspiel, Kriminalhörspiel – WDR)

Quelle: ARD-Hörspieldatenbank

## Veröffentlichungen
- 2014: Pandoras Büchse, erschienen in der Anthologie „Der Kuss der grünen Fee“, ISBN 978-3-940855-51-0
- 2018: Vollpascha, erschienen in der Anthologie „Ostermorde 1“, Verlag  edition krimi, ISBN 978-3946734192
- 2019: Paso Doble, erschienen in der Anthologie „Giftmorde 4“, Verlag edition krimi, ISBN 978-3-946734-17-8